# Sharpay's Fabulous Adventure
Sharpay's Fabulous Adventure är en amerikansk TV-film som hade premiär på Disney Channel 2011. Filmen är en spinoff på filmserien High School Musical. 
Filmen hade premiär på tv precis som de två första High School Musical-filmerna som sändes 2006 och 2007. Den tredje filmen i serien – High School Musical 3: Sista året (2008) – hade dock premiär på biograferna.
Skådespelarna Zac Efron och Vanessa Hudgens gjorde succé i de tre första filmerna, men medverkar inte i Sharpay's Fabulous Adventure. Istället är karaktären Sharpay Evans huvudperson, spelad av Ashley Tisdale.

## Handling
Sharpays liv förändras mycket när hon åker till New York i tron om att bli vald att jobba som skådespelare på en Broadwayshow, men istället visar det sig att producenten vill ha hennes hund Boi. Sharpay får kämpa för att uppnå sin dröm en gång för alla.

## Skådespelare
- Ashley Tisdale - Sharpay Evans
- Austin Butler - Peyton Leverett
- Bradley Steven Perry - Roger Elliston
- Lauren Collins - Tiffani Destiny
- Cameron Goodman - Amber Lee Adams
- Alec Mapa - Gill Samms
- Jack Plotnick - Neal Roberts
- Pat Mastroianni - Berry Taylor
- Jorge Molina - Mr. Gonzalez
- Robert Curtis Brown - Vance Evans
- Jessica Tuck - Darby Evans
- Lucas Grabeel - Ryan Evans
- Mya Michaels - Mrs. Gonzalez